# Guilherme Biteco
Guilherme Biteco, bürgerlich Guilherme Bitencourt da Silva (* 12. März 1994 in Porto Alegre), ist ein brasilianischer Fußballspieler, der beim Tai Po FC in Hongkong unter Vertrag steht und momentan an Ligarivale Hong Kong Rangers FC verliehen ist.

## Karriere
Biteco stammt aus der Jugend von Grêmio Porto Alegre. 2012 kam er zu seinen ersten Einsätzen für dessen Erste Mannschaft in der Staatsmeisterschaft von Rio Grande do Sul. Anfang Januar 2013 verpflichtete der deutsche Bundesligist TSG 1899 Hoffenheim Biteco, ließ ihn aber weiterhin auf Leihbasis für Grêmio auflaufen. Am ersten Spieltag der Saison 2013 lief Biteco beim 2:0-Heimsieg gegen Náutico Capibaribe am 26. Mai 2013 erstmals in der Série A auf. Es folgten neun weitere Einsätze, in denen ihm ein Treffer gelang. Zudem lief Biteco neunmal in der Staatsmeisterschaft auf.
Zur Saison 2014 wurde Biteco in die Série B an den Absteiger CR Vasco da Gama weiterverliehen. Dort kam er zu zehn Einsätzen, in denen er ein Tor erzielte. Im Januar 2015 wurde Biteco bis zum Jahresende innerhalb der Série B an den Santa Cruz FC ausgeliehen. Dort verblieb er allerdings ohne Einsatz in der Série B und kam bis September nur zu Einsätzen in der Staatsmeisterschaft von Pernambuco. Fortan spielte er – ebenfalls auf Leihbasis – bis zum Jahresende bei Náutico Capibaribe.
Seit Anfang 2016 stand Biteco dann nicht mehr bei der TSG 1899 Hoffenheim unter Vertrag und wechselte fest zum heimischen Barra FC. Dieser verlieh ihn die folgenden Spielzeiten an Ceará SC, Paraná Clube, AD São Caetano und den Oeste FC. Von bis 2023 waren Paraná Clube, der FC Cascavel, Rio Branco SC, erneut Barra FC und der EC São José die weiteren Stationen des Mittelfeldspielers.
Am 2. Januar 2024 folgte dann der Wechsel zum Tai Po FC in die Hong Kong Premier League, von wo er ein Jahr später an den Ligarivalen Hong Kong Rangers FC verliehen wurde.

## Privates
Bitecos jüngerer Bruder Matheus (1995–2016) war ebenfalls Fußballspieler. Er kam beim Absturz des LaMia-Fluges 2933 am 28. November 2016 ums Leben.